# ミシェル・ブロック
ミシェル・ブロック（Michel Block, 1937年1月14日 - 2002年3月4日）は、ベルギー出身のピアノ奏者。
アントウェルペンでフランス人の両親の家に生まれた。1956年に家族でメキシコに引っ越したが、ニューヨークのジュリアード音楽院でビヴァリッジ・ウェブスターとヴォルフガング・ローゼにピアノを学んだ。1960年のショパン国際ピアノコンクールでは入選に留まったことで聴衆が抗議のデモを起こし、当時の審査員長だったアルトゥール・ルービンシュタインが自分の名前を冠した賞を臨時に授与することとなった。1962年にはレーヴェントリット国際コンクールで優勝している。
1978年から1997年までインディアナ大学で教鞭を執る。
ブルーミントンにて没。